# Fairmont (West Virginia)
Fairmont is een plaats (city) in de Amerikaanse staat West Virginia, en valt bestuurlijk gezien onder Marion County.

## Demografie
Bij de volkstelling in 2000 werd het aantal inwoners vastgesteld op 19.097.
In 2006 is het aantal inwoners door het United States Census Bureau geschat op 19.145, een stijging van 48 (0.3%).

## Geografie
Volgens het United States Census Bureau beslaat de plaats een oppervlakte van
21,2 km², waarvan 20,3 km² land en 0,9 km² water.

## Plaatsen in de nabije omgeving
De onderstaande figuur toont nabijgelegen plaatsen in een straal van 8 km rond Fairmont.